# Belle Archer
Pour les articles homonymes, voir Archer (homonymie).
Belle Archer est une actrice américaine (5 septembre 1858 ou 5 juin 1859 – 19 septembre 1900). Connue pour sa beauté, son style, sa grâce et son excellent jeu de scène, elle était réputée être la comédienne la plus souvent photographiée des années 1890. 

## Biographie
Née Arabelle Mingle, elle suivit sa famille à Philadelphie où elle vint s’établir alors que Belle avait 16 ans. Elle y fit ses débuts grâce à mécénat de John T. Ford, ami de son père et propriétaire de plusieurs salles de spectacles tant à Baltimore qu’à Washington. 
Sous le nom de Belle Mackenzie, elle se produisit tout d’abord dans la pièce The Mighty Dollar aux côtés du célèbre acteur William J. Florence. Jusqu’à la fin des années 1870, la carrière de Belle sera à son zénith; elle épousa en 1880 l’acteur Herbert Marshall Archer dont elle prendra le nom pour se produire sur scène et dont elle divorcera en 1899. Elle demeura au sein de la compagnie de John T. Ford, participant à plusieurs tournées nationales et se produisant principalement dans le sud des États-Unis. On la verra notamment dans La cabine de l’Oncle Tom, Hazel Kirke, The Foresters, The Three Musketeers ou Lord Chumley.
Son rôle le plus marquant lui vint au début de l’année 1898 lorsqu’elle fut choisie pour remplacer à pied levé l’actrice Caroline Miskel Hoyt, vedette de la pièce A Contended Woman, qui venait de mourir subitement. Archer jouera ce rôle pendant trois ans. Elle venait tout juste de signer un nouveau contrat pour se produire à Syracuse (New York) quand un banal accident (elle trébucha en descendant d’un train) mit fin à sa carrière abruptement. Légèrement commotionnée au début, elle sombra rapidement dans l’inconscience puis dans le coma avant de s’éteindre à Easton, le 19 septembre 1900.